# Edward John Eyre
Edward John Eyre (Whipsnade, 5 agosto 1815 – Yorkshire, 30 novembre 1901) è stato un esploratore britannico.
Fu amministratore coloniale, nonché controverso governatore della Giamaica.
Fu il primo ad attraversare l'Australia da est a ovest, nel 1839-1841. 
Numerosi luoghi geografici dell'Australia e della Nuova Zelanda sono stati chiamati in suo onore, tra cui il Lago Eyre, il più vasto dell'Australia, la Penisola di Eyre, i villaggi Eyreton e West Eyreton nei pressi di Canterbury in Nuova Zelanda.